# Wada-Test
Der Wada-Test wird in der Neuropsychologie angewandt, um festzustellen, in welcher Gehirnhälfte bestimmte Funktionen lokalisiert sind. Benannt ist er nach dem japanisch-kanadischen Neurologen, klinischen Neurophysiologen und Epileptologen Juhn Atsushi Wada.

## Durchführung und Ziel
Bei manchen Epilepsien, die mit Medikamenten nicht erfolgreich behandelbar sind, kann eine Operation zu einer Anfallsfreiheit oder zumindest deutlichen Besserung der Anfallshäufigkeit führen. Voraussetzung für einen derartigen epilepsiechirurgischen Eingriff ist, dass dasjenige Hirnareal, das für die Anfallsentstehung verantwortlich ist, verlässlich identifiziert werden kann und dass seine Entfernung zu keinen oder zumindest zu keinen schwerwiegenden Schäden führt. Bei der Abklärung der letzten Frage kann der Wada-Test weiterhelfen.
Für den Test wird in der Regel von einer Arterie in der Leiste ein Katheter als Zugang zu den Blutgefäßen des Gehirn gelegt. Dieser wird dann über die Aorta bis in die  Arteria carotis interna (Halsschlagader) geschoben, manchmal auch noch weiter bis ins Gehirn. Über den Katheter wird ein Kontrastmittel in das Gehirn injiziert, um die Blutgefäße des Gehirns sichtbar zu machen.
Anschließend wird das Mittel Amobarbital in eine der beiden Gehirnhälften injiziert, wodurch diese vorübergehend narkotisiert wird. Ob die Funktion der Gehirnhälfte wirklich aufgehoben ist, wird mit einem einfachen Test überprüft: Der Patient hatte vor Verabreichung des Mittels beide Arme gehoben; bei Wirkung des injizierten Mittels sinkt dann derjenige Arm nach unten, dessen zugehörige Hirnhemisphäre „ausgeschaltet“ worden war, der andere bleibt erhoben.
Als Nächstes werden dem Patienten mehrere Fragen und Rechenaufgaben gestellt, Bilder gezeigt und seine Sprache getestet.
Nach Abklingen der Betäubung wird der Patient noch einmal zu den Tests befragt:
- Kann er sich noch an das Bild erinnern?
- Kennt er die Rechenaufgabe und deren Lösung noch?
- Wie war seine Sprache während des Tests und danach?

Anhand der Antworten kann entschieden werden, ob eine Operation durchgeführt werden kann. Ist zum Beispiel die Erinnerung stark beeinträchtigt, deutet dies darauf hin, dass die andere Gehirnhälfte keine Gedächtnisinhalte mehr aufnehmen kann. Der Patient müsste damit rechnen, nach dem Eingriff unter Gedächtnisstörungen zu leiden, auch wenn die Anfälle dadurch erfolgreich kontrolliert werden könnten.